# Shirley (Massachusetts)
Shirley es un pueblo ubicado en el condado de Middlesex en el estado estadounidense de Massachusetts. En el Censo de 2010 tenía una población de 7.211 habitantes y una densidad poblacional de 174,72 personas por km².

## Geografía
Shirley se encuentra ubicado en las coordenadas 42°34′25″N 71°38′28″O / 42.57361, -71.64111. Según la Oficina del Censo de los Estados Unidos, Shirley tiene una superficie total de 41.27 km², de la cual 41.07 km² corresponden a tierra firme y (0.5%) 0.2 km² es agua.

## Demografía
Según el censo de 2010, había 7.211 personas residiendo en Shirley. La densidad de población era de 174,72 hab./km². De los 7.211 habitantes, Shirley estaba compuesto por el 86.16% blancos, el 8.03% eran afroamericanos, el 0.22% eran amerindios, el 2.79% eran asiáticos, el 0.08% eran isleños del Pacífico, el 0.97% eran de otras razas y el 1.75% pertenecían a dos o más razas. Del total de la población el 7.78% eran hispanos o latinos de cualquier raza.